# Edward Grinberg
Pour les articles homonymes, voir Grinberg.
Edward Grinberg (né le 11 août 1928, à Sofia, en Bulgarie - mort le 14 décembre 2012, à Paris 18e) est un architecte et urbaniste, lauréat d'une bourse de recherche de l'université de Princeton aux États-Unis, essayiste, peintre et sculpteur.
Il est le concepteur du système Domobile, un projet qui vise la symbiose automobile/ville. Partant de la conviction que cette symbiose est indispensable pour la vitalité de la ville, le système Domobile propose la création d'un nouveau type de voiture : la domobile, composante architecturale mobile, pleinement intégrée dans le tissu urbain. 

## Application du système Domobile
- libérer l'espace public des voitures stationnées en les intégrant aux bâtiments
- par conséquent, doter le bâtiment d'un nouvel espace utile : l'« annexe mobile »
- équiper la ville d'un système public de transport individuel
- créer un nouveau vocabulaire architectural et urbain

Dans ce projet, l'automobile se veut une extension mobile de la fenêtre, de la porte, pour devenir un moyen de locomotion. Complémentaire aux moyens de transport en commun et ceux de communications électronique, instantanés, virtuels, la domobile est un lien concret avec l'environnement proche, réel.

## Commentaires
- "Dès ses origines, la ville adapte les inventions de l'homme à sa nature propre. Ce processus évolutif a conduit du puits, du moulin et la poêle à des équipements urbains d'eau, de climatisation et d'énergie. La domobile prolongeant ce processus, sera demain aussi évidente et banale que l'est le téléphone aujourd'hui. ("Le système Domobile - la voiture intégrée à la ville d'Edward Grinberg", publié par la Délégation interministérielle de la Ville et Groupe Caisse des dépôts, Paris, 1994)

- "En se situant au-delà des demi-mesures habituelles, le système Domobile nous entraîne au cœur d'une projection : la voiture-balcon, la voiture-bow window, la voituire-banc public, la voiture empilable... Une figuration libre, créant un nouveau champ de possibles." (communiqué de presse de l'exposition système Domobile au Centre Georges-Pompidou, Paris, mars, 1994)

- "M. Grinberg qui est connu pour son attitude et ses idées pugnaces, a d'autres projets (à part le système Domobile), ingénieux et fonctionnant. Attendez voir le "Pedal Bus", l'autobus pédalé par ses passagers. Et souvenez-vous, l'on a tous ri quand Edison a enregistré le son." (New York Times, 22 avril, 1999, "Where No Car Has Gone Before")

- "Révolution sur la ville. Le mérite du système Dimobile est non seulement de ne pas bannir la voiture, mais en l'intégrant au tissu urbain, de la réinventer pour mieux la régénérer." (L'Auto-Journal, no 21, Paris, décembre, 1994)

- "Le système Domobile : la symbiose de l'architecture et de l'automobile. Cette symbiose est indispensable si la ville est et demeure le lieu principal des interactions humaines." (Le Carré bleu, no 3, Paris, 1988)

- "La prémisse du projet (le système Domobile) est la complémentarité des structures fixes de la ville - immeubles, rues - el les éléments mobiles qui servent comme moyens de transportation.Cet aspect double de l'environnement urbain exige la création d'un nouveau type de véhicule, compatible avec sa nature particulière... Qui plus est,ce véhicule établira un nouveau vocabulaire architectural, utilisant le langage du bâtiment et de la voiture... Le système Domobiler demeure un concept, toutefois, il y a toujours la possibilité qu'un urbaniste visionnaire le concrétisera dans l'avenir. Est-cela possible en Inde ? Oui, mais, comme toujours,les considérations socio-politiques assureront que nous sommes des années-lumière de la préparation de l'avenir de l'automobile." (Auto-India, Volume no 3, Bombay, septembre, 1995)

## Présentations du système Domobile
Développé en France avec Hénia Suchar et subventionné par les ministères de la Recherche, de la Culture et de la Ville, le projet a été présenté au Centre G. Pompidou sous la forme d'une exposition de 150 m2. Depuis son inauguration en 1994, l'exposition du système Domobile a été présentée, avec le concours du ministère des Affaires étrangères en France et à l'étranger :
- France : Bourges, Grenoble, Lyon, Châtellerault, Toulouse, École d'architecture de Paris - la Villette, CAUE des Hauts-de-Seine.
- Italie : Forum international Prospecta et École d'Architecture, Naples.
- Allemagne : Hambourg, Aix-la-Chapelle, Stuttgart, Düsseldorf, Heidelberg, Karlsruhe, Kiel, Berlin.
- Belgique : la Fondation pour la ville et l'architecture, Bruxelles.
- Sud-Est asiatique : musée de Sciences de Bangkok, Alliance française, Singapour.
- USA, New York Hall of Science, CCNY, New Jersey Institute of Technology, Stevens Institute of Technology, université Columbia, MIT, Harvard.

À partir de 2008, l'exposition Le Système Domobile fait partie permanente du musée de l'Automobile à Reims (France), autour de laquelle seront organisées des débats et des tables rondes sur le sujet de l'avenir de la voiture en ville.

## Architecture et urbanisme
Conception de plusieurs projets en France et en étranger, parmi lesquels :
- 1976 : Fondation Houphouet-Boigny, Yamoussoukro, Côte d'Ivoire
- 1977 : centre hospitalier, Abidjan, Côte d'Ivoire
- 1978 : quartier PH22, la Défense, Paris
- 1979 : quartier de Bercy, Paris

## Recherche et design
- 1969 : Actions, moyens d'action et architecture : une investigation sur le dynamisme morphologique de l'homme, université de Princeton
- "Pédalbus" : autobus publique, propulsé par le pédalage des passagers.

## Expositions de peintures et sculptures
- 1971 : Gallery Devorzon, Los Angeles, Cal.
- 1973 : Gallery Arlene Isacks, New York, N.Y.
- 1983 : Galerie Pierre Lescot, Paris
- 1987 : Espace UAP, Place Vendôme, Paris
- 1990 : Galerie Anne Lettrée, SAGA, Paris
- 1990 : Kunsthaus Welker, Heidelberg
- 1992 : Galerie Benezit, Paris
- 1991 : Galerie Miromesnil Fine Arts, Paris
- 1990 : Galerie Sylvie Bruley, Paris, (+91,92,93)
- 1990 : Galerie Médiart, Paris, (+90,91,92,94)
- 2009 : Galerie Chappe, Paris, 2009[3]
- 2009 : Galerie Xavier Nicolas, Paris